# Ska Keller
Franziska Maria Keller, més coneguda com a Ska Keller, (Guben, 22 de novembre de 1981) és una política alemanya, membre del Parlament Europeu en representació de l'Aliança 90/Els Verds des de 2009. La seva especialització són els temes migratoris i les relacions de la Unió Europea amb Turquia. El gener de 2014 va guanyar les primàries del seu partit, d'abast pan-europeu, amb l'activista francès José Bové, formant la candidatura a la presidència de la Comissió Europea en les eleccions al Parlament Europeu de 2014. Va ser reelegida formant equip amb Bas Eickhout.

## Formació
Keller va estudiar estudis islàmics, turcs i jueus a la Universitat Lliure de Berlín i parla fluïdament sis idiomes. Va completar el seu grau el 2010.

## Carrera política

### Inicis
Des de 2001 és membre de Green Youth. Entre 2005 i 2006 va ser la portaveu de la Federació de Joves Verds Europeus. El 2002 va unir-se al Verds d'Alemanya. Va treballar per un referèndum estatal contra noves mines de carbó a Brandenburg.

### Parlament europeu
Durant la seva primera legislatura al Parlament Europeu (2009-2014), Keller va formar part del Comitè per al Desenvolupament del 2009 al 2012. El 2012 es va incorporar com membre del Comitè per al Comerç Internacional. Keller també va ser membre de la delegació del Parlament amb el Comitè Parlamentari UE-Turquia, i va centrar-se en les qüestions migratòries i les relacions de la UE amb Turquia.
En el seu segon mandat (2014-2019), Keller va convertir-se en copresidenta del Verds/EFA del Parlament Europeu el 2016. Va continuar exercint com a membre de la delegació al Comitè Parlamentari UE-Turquia, com membre del Comitè per al Comerç Internacional i es va incorporar a la delegació del Parlament al Cariforum.
De 2009 a 2011, Keller també va ser membre del grup de contacte d'alt nivell del Parlament Europeu per a les relacions amb la comunitat xipriota turca a Xipre del Nord (CYTR).
Ska Keller ha estat candidata líder del Partit Verd Europeu a les eleccions europees del 2014, així com el 2019. El gener del 2014, Keller va guanyar les primàries. El 24 de novembre de 2018, Keller va ser reelegida candidata líder per segona vegada, juntament amb Bas Eickhout.
Keller és conegut pel seu compromís amb la lluita contra la corrupció a la Unió Europea. El Febrer de 2018, va participar en protestes en contra de la corrupció a Bulgaria.
Ska Keller va ser molt crítica amb l'existència de presos polítics a Espanya, exigint la seva llibertat després de visitar-ne alguns d'ells a la Presó de Lledoners l'octubre de 2018, i amb la negativa del Tribunal Suprem a que l'eurodiputat electe Oriol Junqueras pogués recollir la seva acta d'eurodiputat, del que va demanar que es restituïssin els seus drets.
El juliol de 2019, Keller va anunciar que seria una candidata per a la Presidència del Parlament Europeu, que va obtenir David-Maria Sassoli de la S&D amb un suport de 345 d'un total de 667 MEP.
El setembre del 2022, Keller va anunciar la dimissió com a copresidenta del grup del seu partit i la decisió de no tornar a presentar-se a les eleccions del 2024.

## Vida personal
Està casada amb l'activista finès Markus Drake.